# نووگئورگیفسک (آستراخان)
نووگئورگیفسک (به لاتین: Novogeorgiyevsk) یک منطقهٔ مسکونی در روسیه است که در استان آستراخان واقع شده‌است.